# Encarnación de Díaz
Encarnación de Díaz là một đô thị thuộc bang Jalisco, México. Năm 2005, dân số của đô thị này là 47397 người.